# Philip Tartaglia

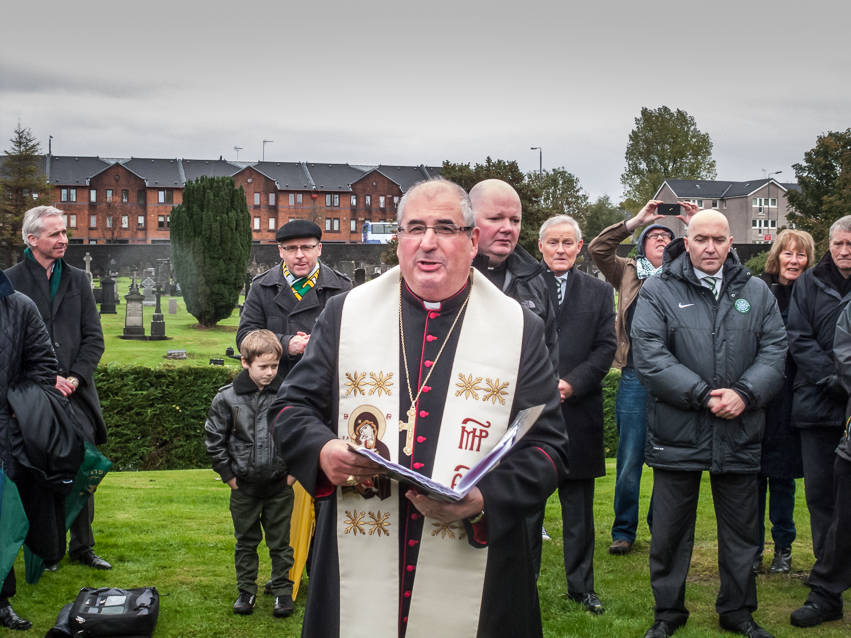
Philip Tartaglia (2013)

Erzbischofswappen von Philip Tartaglia

Philip Tartaglia (* 11. Januar 1951 in Glasgow, Schottland; † 13. Januar 2021 ebenda) war ein schottischer Geistlicher und römisch-katholischer Erzbischof von Glasgow. Er war Vorsitzender der schottischen Bischofskonferenz.

## Leben
Philip Tartaglia besuchte die St. Thomas’ Primary School in Riddrie und die St. Mungo’s Academy in Glasgow. Er wechselte an das St. Vincent’s College nach Langbank und später an das St. Mary’s College in Blairs. Anschließend wurde Tartaglia nach Rom an das Päpstliche Schottische Kollegium entsandt. An der Päpstlichen Universität Gregoriana erwarb Philip Tartaglia ein Lizenziat im Fach Philosophie sowie im Fach Katholische Theologie. Er empfing am 30. Juni 1975 in der Church of Our Lady of Good Counsel in Dennistoun durch den Erzbischof von Glasgow, Thomas Joseph Winning, das Sakrament der Priesterweihe. 
1976 kehrte Philip Tartaglia zur Fortsetzung seiner Studien nach Rom zurück. Tartaglia wurde 1978 Vizerektor des Päpstlichen Schottischen Kollegs. Er wurde 1980 an der Päpstlichen Universität Gregoriana zum Doktor der Theologie promoviert. Anschließend kehrte Philip Tartaglia in sein Heimatbistum zurück und wurde Assistenz-Priester der Pfarrei Our Lady of Lourdes in Cardonald. 1981 wurde er zudem Lecturer am St. Peter’s College im Glasgower Stadtteil Newlands und 1983 Rektor dieses Colleges. 1985 wurde Tartaglia zum Vizerektor des Chesters College in Bearsden und 1987 zu dessen Rektor berufen. 1993 wurde Philip Tartaglia Assistenz-Priester der St. Patrick’s Parish in Dumbarton und 1995 wurde er Pfarrer der St. Mary’s Parish in Duntocher. 2004 wurde Tartaglia zum Rektor des Päpstlichen Schottischen Kollegiums in Rom berufen.       
Am 13. September 2005 ernannte ihn Papst Benedikt XVI. zum Bischof von Paisley. Die Bischofsweihe spendete ihm am 20. November 2005 der Erzbischof von Glasgow, Mario Joseph Conti, in der St. Mirin’s Cathedral in Paisley; Mitkonsekratoren waren der Erzbischof von St. Louis, Raymond Leo Burke, und der emeritierte Bischof von Paisley, John Aloysius Mone. Tartaglia wählte sich den Wahlspruch Da robur, fer auxilium. („Gib Kraft, bringe Hilfe.“), der dem Hymnus Verbum supernum prodiens von Thomas von Aquin entstammt. 
Am 24. Juli 2012 berief ihn Benedikt XVI. zum Erzbischof von Glasgow. Die Amtseinführung erfolgte am 8. September desselben Jahres. Vom 27. Februar 2013 bis zum 21. September 2013 war er während der Sedisvakanz nach dem Rücktritt Keith Patrick Kardinal O’Briens zusätzlich Apostolischer Administrator von Saint Andrews und Edinburgh. Er war Vorsitzender der schottischen Bischofskonferenz von 2012 bis 2018.
Philip Tartaglia starb am 13. Januar 2021 im Alter von 70 Jahren auf Grund einer SARS-CoV-2-Infektion; er befand sich seit Weihnachten 2020 in Quarantäne.